# John Peel

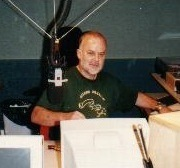
Peel im BBC-Studio im Yalding House (1997)

John Peel, OBE (* 30. August 1939 in Heswall bei Birkenhead, Vereinigtes Königreich; † 25. Oktober 2004 in Cuzco, Peru; bürgerlich John Robert Parker Ravenscroft), war ein englischer Radio-Moderator und DJ. Er galt bis zu seinem Tod als einflussreicher Förderer von progressiven Musikstilen wie Dub Reggae, Punk-Rock oder Post-Punk, Elektronischer Musik und Independent.

## Leben
John Peel wurde in dem Dorf Heswall bei Liverpool geboren und besuchte die Schule in Shrewsbury. Nach Ende seines Militärdienstes ging er 1962 in die USA, wo er anfangs beim Radiosender WRR in Dallas als Aushilfe arbeitete. Sein nordenglischer Akzent machte ihn zu einer Zeit, in der der Erfolg britischer Bands in den USA gerade begann, zu einem „Beatles-Experten“ mit eigener Sendung. Später arbeitete er für die Sender KOMA in Oklahoma City und für KMEN im kalifornischen San Bernardino.
1965 heiratete er die erst fünfzehnjährige Shirley Ann Milburn (16. Februar 1949 – 20. Juni 1987). Die Ehe scheiterte später in England.
Im Frühjahr 1967 kehrte er wegen einiger Probleme mit den US-Behörden und den Mediengewerkschaften nach England zurück, wo er für den Piratensender Wonderful Radio London (genannt Big L) arbeitete und die Sendung The Perfumed Garden moderierte. In dieser Zeit nahm er das Pseudonym John Peel an. Als im August 1967 die Piratensender verboten wurden, wurde Peel von der BBC unter Vertrag genommen und begann für den neu gegründeten Popsender BBC Radio 1 zu arbeiten.
1968 lernte Peel seine spätere zweite Frau Sheila kennen.
Im Jahr 1969 gründete Peel Dandelion Records, um das Debüt-Album von Bridget St John zu veröffentlichen. Insgesamt erschienen in den drei Jahren seiner Existenz auf dem Label 27 Alben von 18 verschiedenen Künstlern, darunter Medicine Head und Kevin Coyne. In einer seiner Sendungen erzählte er, dass er kurz davor gestanden hatte, Black Sabbath unter Vertrag zu nehmen, und er fragte sich, wie sein Leben wohl dann verlaufen wäre.

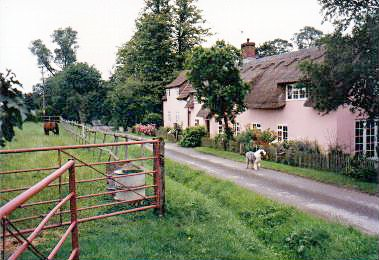
„Peel Acres“, Peels Haus in Suffolk

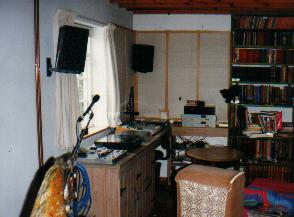
Heimstudio Peel Acres

Peels Sendung bei der BBC hieß zuerst Top Gear (später: John Peel) und spiegelte von Anfang an seinen eigenen Geschmack wider. In den folgenden Jahren war er es, der als Erster die Musikbewegungen Punk, Reggae und Hip-Hop über Radiofrequenzen verbreitete. Ende der 1970er Jahre wurde die Band The Fall seine Lieblingsband, der er bis zu seinem Tod treu blieb. In späteren Jahren wurde seine Sendung oft aus seinem Landhaus in Suffolk übertragen, wo er sich ein Studio eingerichtet hatte. Dies führte dazu, dass man gelegentlich Außengeräusche hören konnte, die er stets in die Sendung  einbaute und kommentierte.
In seiner über vierzigjährigen Radiolaufbahn ließ sein Interesse für neue, ungewöhnliche Indie-Rock-Musik nie nach. Durch die Ausstrahlung auf BBC World Service und BFBS bekam er aus aller Welt Unmengen an Demotapes, Platten und CD (oft über 200 pro Woche) zugeschickt – viel mehr als er auch nur hätte anspielen können. Viele Bands erhofften sich, von ihm entdeckt und durch Ausstrahlung in seinen Sendungen bekannt zu werden.
Ein wichtiger Teil von Peels Sendung waren die Peel Sessions, für die er an die 4.000 mal Bands ins Studio einlud, um ohne aufwändige Produktion in kurzer Zeit live die Stücke einzuspielen. Viele Peel Sessions wurden als Tonträger veröffentlicht. Die erste Session spielte am 21. September 1967 die Gruppe Tomorrow, die zweite Session eine Woche später spielte Pink Floyd. Auf die höchsten Zahlen an Peel Sessions brachten es The Fall (24 Mal) und seine deutsche Lieblingsband F.S.K. Die zuletzt genannten spielten noch nach seinem Tode am 10. November 2004 die letzte Session ein. Für die Veröffentlichung ausgewählter Sessions gründete Peel 1986 das Independent-Label Strange Fruit Records.
Regelmäßig spielte Peel auch alte Aufnahmen in seiner Sendung, womit er viel zur Wiederentdeckung von Bands und Interpreten aus den 1940er, 1950er und 1960er Jahren beitrug. Der Anlass war meist die Wiederveröffentlichung im Rahmen von Compilations.
Er produzierte exklusiv Programme für viele Radiostationen, unter anderem für BBC World Service, VPRO Radio3 in den Niederlanden, die Hansawelle und Radio Bremen 2 (ab 1985), Radio Bremen Vier (ab 1987) sowie später auch Radio Eins in Deutschland, Ö3 (Österreich) und Radio Mafia, Helsinki (Finnland).
Seine Sendungen bei BBC Radio 1 waren weltweit auch im Internet zu hören. Durch die Sendungen auf BBC World Service erreichte er über das normale Radio Hörer in aller Welt und generierte eine weltumspannende Fangemeinde.
Seit 1998 moderierte er neben drei wöchentlichen Sendungen auf BBC Radio 1 zusätzlich die Magazinsendung Home Truths auf BBC Radio 4, die sich mit Gesellschaftsthemen beschäftigte. Zuletzt trat er beruflich etwas kürzer, gab beispielsweise die für Radio Eins exklusiv produzierte Sendung ab, um seine Memoiren zu schreiben, die 2005 posthum erscheinen konnten, weil seine Frau sie fertigstellte.

## Bedeutung

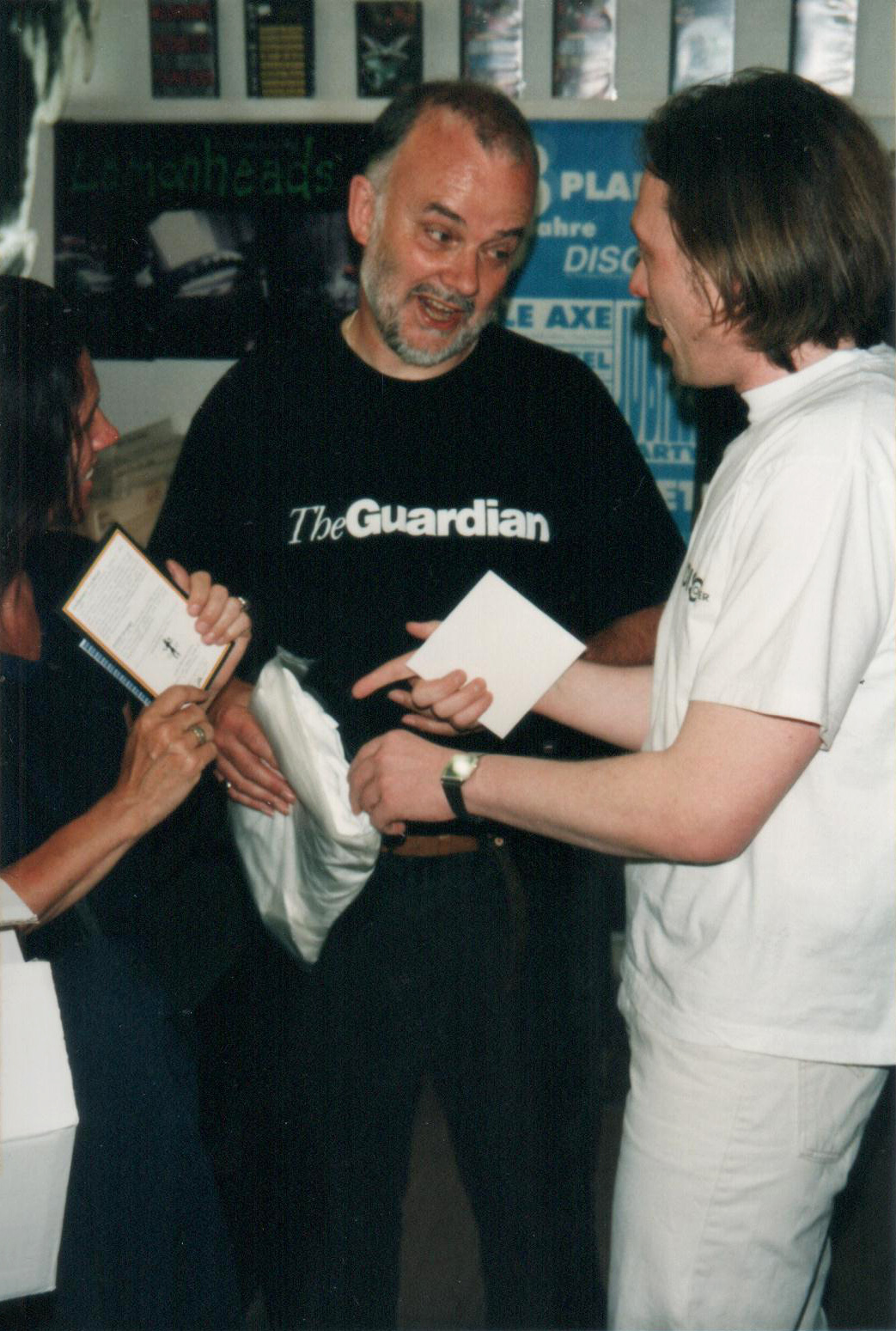
Peel in einem Plattenladen in Bochum

John Peels Radiosendungen wiesen eine seltene Vielfalt von Rock, Reggae, Heavy Metal, Folklore, Techno und afrikanischer Musik auf. Sie liefen unter anderem im BBC World Service und waren damit einem globalen Publikum zugänglich. Auch regionale Rundfunkstationen übernahmen Peels Sendungen.
Sein Konzept lautete: „A balance between things that you know people will like and things that you think people will like.“ (Eine Balance zwischen Stücken, von denen man weiß, dass die Leute sie mögen werden, und Stücken, von denen man denkt, dass die Leute sie mögen werden). Es gelang ihm immer wieder, neue Talente und Musikrichtungen zu entdecken und sie als erster in englischen und international ausgestrahlten Sendungen zu spielen, bekannt zu machen und damit neue Trends auszulösen, vor allem im Independentbereich.
In Deutschland konnte seine Sendung John Peel’s Music on BFBS dreißig Jahre lang auf dem britischen Soldatensender BFBS Radio 1 im nord- und westdeutschen Raum (insbesondere Nordrhein-Westfalen, Niedersachsen, Bremen, Hamburg) und in Berlin empfangen werden, was ihm viele Anhänger brachte. Zeitweise wurde John Peel’s Music auch von Radio Bremen 4 und DT64 ausgestrahlt. Dabei handelte es sich um für Deutschland moderierte Produktionen, aber er sprach ausschließlich Englisch. In Österreich war John Peel von 1989 bis 1994 monatlich im „Ö3-Nachtexpress“ zu hören. Bis zu seinem Tod produzierte Peel Sendungen für unabhängige Radio-Stationen, z. B. für das Freie Sender Kombinat (FSK Hamburg) oder für das Freie Radio für Stuttgart; diese Sendungen nahm er auf MD-Tapes auf, die zeitweise von Sender zu Sender verschickt wurden.
Zu den Künstlern und Bands, die er durch seine Sendung förderte, gehören unter anderem Atari Teenage Riot, Aphex Twin, Bolt Thrower, Marc Bolan, David Bowie, Elastica, Carcass, The Clash, Cockney Rejects, The Cure, The Fall, F.S.K., Joy Division, Half Man Half Biscuit, Killing Joke, Napalm Death, New Order, New Model Army, Nirvana, Pink Floyd, P J Harvey, Pulp, Roxy Music, The Ruts, Sex Pistols, Tangerine Dream, The Smiths, The Sugarcubes und Björk, Rod Stewart, T. Rex, U2, The Undertones, The Velvet Underground, The Wedding Present, The Shins, The Sisters of Mercy sowie The White Stripes u. v. a.

## Vermächtnis

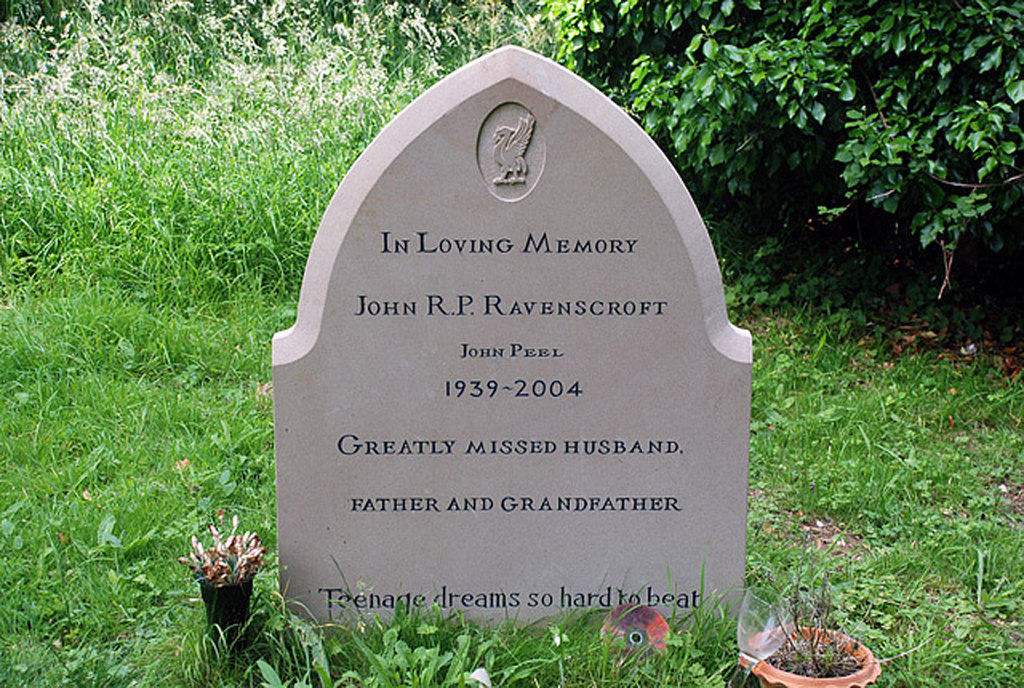
Peels Grab in Suffolk

John Peel starb 2004 im Alter von 65 Jahren während eines Urlaubs im peruanischen Cuzco an einem Herzinfarkt. Er hinterließ seine zweite Ehefrau Sheila und vier Kinder.
Peels Lieblingssingle war Teenage Kicks von den Undertones. Peel hatte 2001 im Interview mit der britischen Zeitung The Guardian verlautet, dass auf seinem Grabstein neben seinem Namen nur die Textzeile „Teenage Dreams, So Hard To Beat“ aus diesem Lied stehen solle.
Er wurde am 12. November 2004 in Great Finborough in Suffolk beigesetzt. Mehrere tausend Menschen, BBC-Kollegen und viele von ihm geförderte Musiker waren zuvor zur öffentlichen Beisetzungsfeier in der Kathedrale von Bury St. Edmunds gekommen, um Abschied zu nehmen. Am 16. Dezember 2004 wurde sein Schaffen durch eine sechsstündige Tributveranstaltung mit dem Titel Keep It Peel gewürdigt, die live aus den Maida Vale Studios der BBC in London in mehr als zehn angeschlossene europäische Funkhäuser übertragen wurde. Für Deutschland wurde die Sendung von Radio Eins übertragen.
2005 rief die BBC den 13. Oktober 2005 zum ersten internationalen „John-Peel-Day“ aus und forderte seine Fans in aller Welt auf, Veranstaltungen in seinem Gedenken zu organisieren. Dieser Tag soll von nun an jeden zweiten Donnerstag im Oktober gefeiert werden, um an Peels letzte Sendung am 14. Oktober 2004 zu erinnern.
Andy Parfitt, Chef von BBC Radio 1, würdigte Peel mit folgenden Worten: „Johns Einfluss hat die Entwicklung der Popmusik nahezu vier Jahrzehnte lang überragt. Sein Beitrag zur modernen Musik und zur Musikkultur ist unermesslich.“
Die BBC plante wegen der Bedeutung des Moderators Anfang 2012 den Neubauflügel für die Pop-Welle Radio 1 nach ihm zu benennen, rückte davon jedoch im Oktober 2012 vorerst ab. Grund: Im Rahmen des Skandals um die Kindesmissbrauchsfälle durch den Peel-Kollegen Jimmy Savile geriet auch Peel posthum ins Zwielicht. Unter anderem hatte sich eine Frau gemeldet, die angab, als 15-Jährige von Peel geschwängert worden zu sein. Peel, als Schüler selbst Opfer von Missbrauch, sprach in Interviews zum Thema der weiblichen Groupies im für ihn typischen lakonischen Stil, er habe die Mädchen „nie nach ihrem Ausweis gefragt“, also nach ihrem Alter. Im November 2013 wurde das Gebäude noch als „Peel Wing“ bezeichnet.
John Peels umfangreiches Musikarchiv, das aus über 26.000 Alben, 40.000 Singles und unzähligen CDs besteht, soll langfristig komplett online verfügbar gemacht werden.

## Auszeichnungen
- Leser des Melody Maker wählten ihn elfmal zum „DJ des Jahres“
- 1993: Sony-Broadcaster of the Year
- 1993: New Musical Express – Godlike Genius Award
- 1998: Order of the British Empire (Rang: Officer)
- 2002: Sony Gold Award
- Mitglied der Radio Academy Hall of Fame
- Ehrendoktor der Anglia Ruskin University und der Sheffield Hallam University

## Veröffentlichungen
- John Peel und Sheila Ravenscroft: John Peel. Memoiren des einflussreichsten DJs der Welt. Übersetzer: Christoph Hahn. München: Rogner & Bernhard, 2006. ISBN 3-8077-1021-3 (Originaltitel: Margrave of the Marshes).
- John Peel: The Olivetti Chronicles. Kolumnen für The Observer, Sounds, The Guardian u. a., ausgewählt von seiner Frau Sheila und seinen Kindern. Bantam Press 2008. ISBN 978-0-593-06061-2.